# 机器人大战：2084
《机器人大战：2084》是由Vid Kidz开发、Williams Electronics于1982年发行的一款街机游戏。它是一款2D射击游戏。游戏设定在2084年的一个虚构世界，在那儿机器人起来反抗人类的统治。玩家的任务是击退一波又一波的机器人，拯救幸存的人类，并赢取尽可能多的点数。